# Zigmas Vaišvila
Zigmas Vaišvila (* 20. prosince 1956, Šiauliai) je litevský politik, veřejný činitel, signatář Zákona o obnovení nezávislosti Litvy, vyhlášeného Nejvyšším sovětem Litevské republiky, fyzik, doktor věd a podnikatel.
V roce 1979 se oženil. Manželka Regina Vaišvilienė je vedoucí informačního oddělení Litevské lékařské knihovny, dcery: Jūratė (filoložka) a Vaiva (designérka).

## Životopisná data
- Roku 1974 ukončil docházku do V. střední školy v Šiauliajích se zlatou medailí.
- Roku 1979 absolvoval Fakultu fyziky Vilniuské Státní Univerzity s vyznamenáním. (Teoretická fyzika)
- Roku 1984 obhájil disertaci kandidáta fyzikálních věd v oblasti jaderné fyziky.
- 3. června roku 1988 – jeden ze zakladatelů Sąjūdisu a jeden z nejplatnějších členů Iniciativní skupiny Sąjūdisu.
- 15. ledna roku 1989 zvolen poslancem Nejvyššího sovětu Litevské SSR (sovětská socialistická republika) jako kandidát Sąjūdisu ve volebním okrsku č. 109 v Šiauliajích.
- 26. března roku 1989 zvolen lidovým poslancem Nejvyššího sovětu SSSR jako kandidát Sąjūdisu v národním Plungėském-Mažeikiajském volebním okrsku č. 244.
- 24. února roku 1990 znovuzvolen poslancem Nejvyššího sovětu Litevské SSR.
- 13. ledna roku 1991 – 21. července roku 1992 vicepremiér vlády LR (Litevské republiky), premiér: Gediminas Vagnorius.
- 27. září 1991 mu byl přidělen úřad generálního ředitele Státního departmentu bezpečnosti (VSD = Valstybės saugumo departamentas) LR, kterým byl až do 19. března roku 1992. Jeden z hlavních činitelů, kteří se zasloužili o úspěch v jednáních o odchodu sovětských vojsk z Litvy.
- 1993–1997 ředitel „Infoverslas" s. r. o.
- od roku 1997 ředitel „Parex lizingas“ s. r. o. (od 18. 12. 2007 změna názvu na „FF Lizingas“ s. r. o.)
- od 27. 10. 2008 předseda klubu Iniciativní skupiny Sąjūdisu.

## Další údaje
Zigmas Vaišvila byl v mládí aktivním šachistou. Vyhrál III. místo přeboru Litevských juniorů v roce 1974, později se stal vítězem šachového šampionátu Akademie Věd. V letech 1977–1979 pokračoval ve studiích na Vědeckém výzkumném Institutu Moskevské Lomonosovovy univerzity v Dubně (vědecký vedoucí: I. N. Michailov, specializace: jaderná teorie). Studia ukončil s vyznamenáním.
29. června 1990 jako poslanec Nejvyššího sovětu Litvy hlasoval proti přijetí moratoria na Zákon o obnovení nezávislosti Litvy. (Toto moratorium bylo navrženo jako smírčí krok a odpověď na hospodářskou blokádu ze strany rozpadajícího se SSSR).